# اطلس کوچک

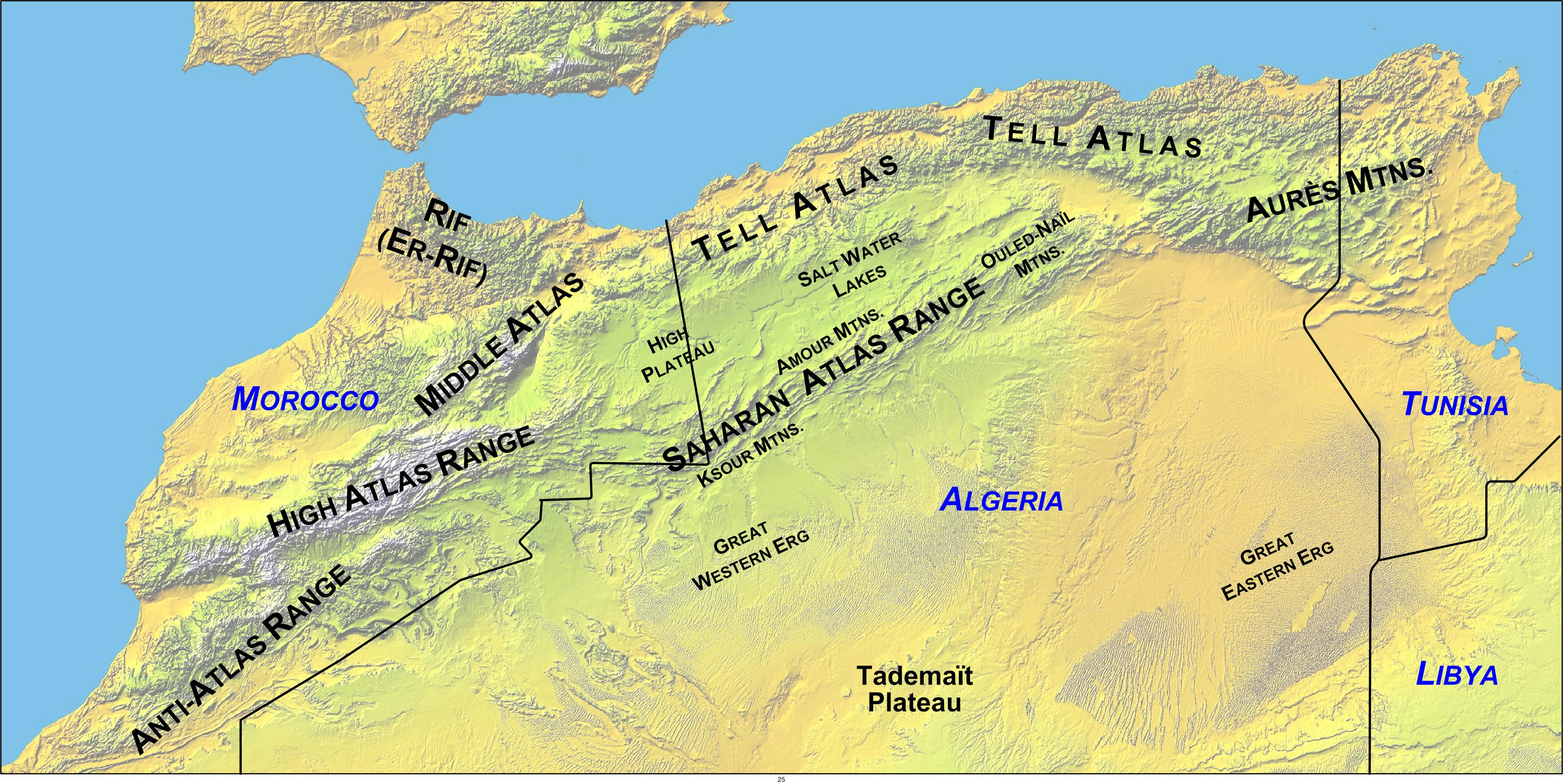
رشته‌کوه‌های اطلس کوچک و بزرگ.

اطلس کوچک (به عربی: الأطلس الصغیر، به فرانسوی: Anti-Atlas) نام رشته‌کوهی است در شمال آفریقا. اطلس کوچک بخشی از رشته‌کوه اطلس بزرگ به‌شمار می‌آید.
ساکنان منطقهٔ اطلس کوچک بیشتر از قوم بربر شلوه هستند.

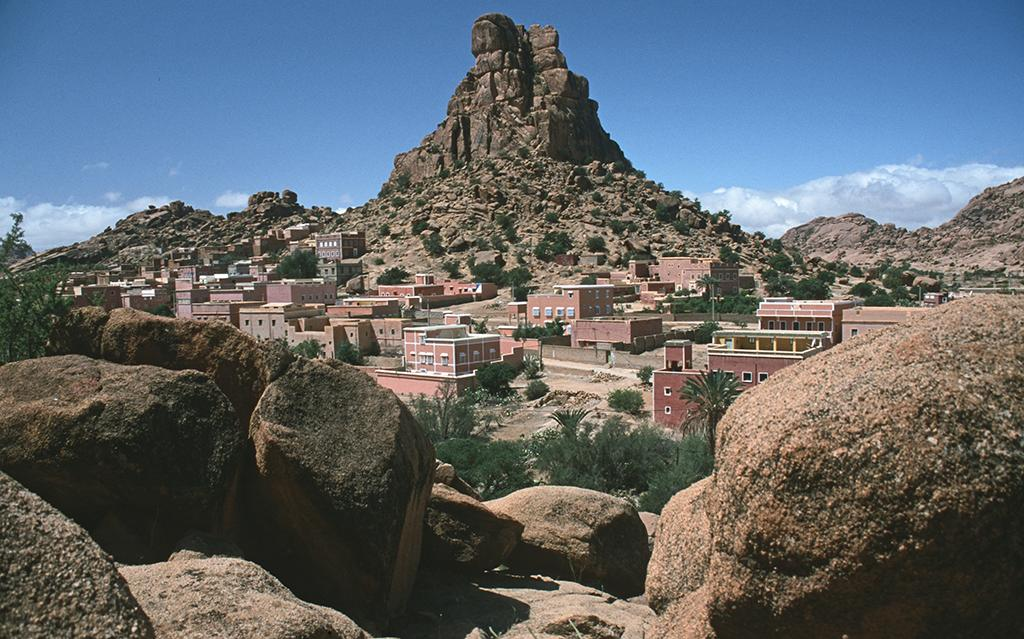
روستایی در اطلس کوچک.

بخش بزرگی از سطح منطقه پوشیده از گیاهان کاکوتی، رومارن و دیگر گیاهان کم‌آب‌دوست مانند ارقان است. با حرکت به سمت جنوب، منطقه چهره بیابانی به‌خود می‌گیرد.